# الهجوم على السياح في اليمن 2008

منطقة حضرموت باللون الأحمر.

الهجوم على السياح في اليمن 2008 كان هجوم لكمين مخطط له على سياح بلجيكيين كانوا يسافرون في قافلة في حضرموت في وادي صحراء وادي دوعن في 18 يناير 2008.
وقد تم نصب الكمين للقافلة التي تتكون من اربع سيارات جيب تقل 15 سائحا متوجهيين إلى منطقة شبام وكان الكمين من قبل مسلحين في شاحنة صغيرة مخفي على الطريق.